# 岩見優輝
岩見 優輝（いわみ ゆうき、1987年1月25日 - ）は、大阪府門真市出身の元プロ野球選手（投手）。

## 来歴

### プロ入り前
小学1年から野球を始める。5年時から投手。中学では軟式野球のクラブチーム・門真クレイジーボーイズに所属し2年時に第17回全日本少年軟式野球大会でベスト8。
熊本工業高に進学し、3年春の第76回選抜高等学校野球大会では1回戦でダルビッシュ有を擁する東北高と対戦。9回を投げ抜き4安打、2失点。自責点は0と好投するもチームはダルビッシュにノーヒットノーランを喫して敗戦。3年夏の第86回全国高等学校野球選手権大会では2回戦で明徳義塾高に敗戦。秋にプロ志望届を提出したがプロからの指名は無く亜細亜大学に進学した。
大学進学後、1年秋の2部リーグ戦で公式戦初登板。入れ替え戦に登板し1部リーグ昇格に貢献。その後は故障に苦しむも3年秋に1部リーグ戦初勝利を挙げ、4年春からエースになると秋には5勝を挙げベストナインを受賞。東都大学1部リーグ戦22試合登板、9勝7敗、防御率1.78、115奪三振。2部リーグ戦2勝0敗。大学球界屈指の左腕としてプロ複数球団から上位候補としてリストアップされる中、社会人入りを選択し、大阪ガスに入社した。
大阪ガス1年目は都市対抗3回戦の日産戦で先発し、粘りの投球で5回1失点と好投した。秋の日本選手権の東芝戦で7安打無四球で公式戦初完投、初完封勝利。2年目の都市対抗はNTT西日本の補強選手として出場した。
2010年10月28日、プロ野球ドラフト会議で、広島東洋カープから3位指名を受けた。

### プロ入り後
2011年4月15日のMAZDA Zoom-Zoom スタジアム広島での巨人戦でプロ初登板を果たした。いきなりラミレスに二塁打を打たれた後、2四球を与え1アウト満塁となるが加藤健、澤村拓一から連続三振を奪い、2回無失点に抑えた。5月7日のヤクルト戦では、乱調のため降板した先発投手の今村猛に代わって1点リードの4回から登板し、先頭打者に死球を与えたものの1投球回を無失点に抑えた。その後チームが逃げ切って勝利したことで岩見にプロ初勝利が記録された。
2015年は、ウエスタンでも1試合の登板にとどまり、10月1日、戦力外通告を受ける。
2018年からMSH医療専門学校硬式野球部でコーチ、現在は崇徳高等学校硬式野球部の投手チーフコーチを務める。

## 選手としての特徴
テイクバックに特徴がある独特のフォームから繰り出す最速146km/hのストレートに決め球のチェンジアップ、スライダーを武器にし、コンスタントに140km/h台をマークするクロスファイアを代名詞とする。フィールディングにも自信を持っている。
高校時代は大きなバックスイングからサイドスローで投げていたが、大学時代に独特の投球フォームに改造した。社会人野球に進んだ後は調子を崩し、広島球団関係者からは「亜細亜（大学）の時にプロ入りできていれば」という声もあったという。
亜細亜大で同級生であった岩本貴裕は、「まず球の伸びが他のピッチャーと全然違う。どうしても差し込まれるというか打ちにくい。サイドスローとは違う角度があると思います。僕は左サイドスローの角度は、苦じゃないけど岩見の角度は違う。遠く感じるからボールだと思ってもストライクになる。難しいですね」と評している。

## 人物
尊敬する選手には工藤公康を挙げているが、自身は『太く短い』ピッチャーでいいと語っている。小学4年の時に、奇跡のバックホームを見たことが、熊本工業進学のきっかけとなった。「1点差で負けていた9回2死走者無しから、本塁打を打つ熊工に感動しました。結果的には負けましたが、あの試合以来、憧れの高校でした」と語っている。その後、一般入試で同校に入学した。
スポーツライターの菊地高弘は、大学時代の岩見に同僚の岩本貴裕について取材した際に自身が主題でないことに不満そうな態度を示したエピソードを挙げ、「大学生にしてここまで強い自尊心をもっている選手がいるということに、感動すら覚えた。」「あの勝気な性格は確実にプロ向きだった」と評価している。

## 詳細情報

### 年度別投手成績
| 年 度     | 球 団     | 登 板 | 先 発 | 完 投 | 完 封 | 無 四 球 | 勝 利 | 敗 戦 | セ 丨 ブ | ホ 丨 ル ド | 勝 率 | 打 者 | 投 球 回 | 被 安 打 | 被 本 塁 打 | 与 四 球 | 敬 遠 | 与 死 球 | 奪 三 振 | 暴 投 | ボ 丨 ク | 失 点 | 自 責 点 | 防 御 率 | W H I P |
| --------- | --------- | ----- | ----- | ----- | ----- | -------- | ----- | ----- | -------- | ----------- | ----- | ----- | -------- | -------- | ----------- | -------- | ----- | -------- | -------- | ----- | -------- | ----- | -------- | -------- | ------- |
| 2011      | 広島      | 8     | 0     | 0     | 0     | 0        | 1     | 0     | 0        | 0           | 1.000 | 64    | 12.1     | 16       | 2           | 11       | 0     | 2        | 11       | 4     | 0        | 7     | 7        | 5.11     | 2.19    |
| 2013      | 広島      | 3     | 0     | 0     | 0     | 0        | 0     | 0     | 0        | 0           | ----  | 12    | 3.1      | 0        | 0           | 4        | 0     | 0        | 4        | 0     | 0        | 0     | 0        | 0.00     | 1.20    |
| 通算：2年 | 通算：2年 | 11    | 0     | 0     | 0     | 0        | 1     | 0     | 0        | 0           | 1.000 | 76    | 15.2     | 16       | 2           | 15       | 0     | 2        | 15       | 4     | 0        | 7     | 7        | 4.02     | 2.11    |

### 記録
- 初登板：2011年4月15日、対読売ジャイアンツ1回戦（MAZDA Zoom-Zoom スタジアム広島）、6回表に2番手で救援登板、2回無失点
- 初奪三振：同上、6回表に加藤健から空振り三振
- 初勝利：2011年5月7日、対東京ヤクルトスワローズ4回戦（坊っちゃんスタジアム）、4回裏に2番手で救援登板、1回無失点[4]

### 背番号
- 28 （2011年 - 2014年）
- 46 （2015年）